# Прохорово (Чеховский район)
Прохорово — деревня в Чеховском районе Московской области России, входит в состав сельского поселения Любучанское.

## Население
| 2002 | 2006 | 2010 |
| ---- | ---- | ---- |
| 86   | ↘77  | ↘63  |

## Географическое расположение
Деревня располагается на юге области по обоим берегам реки Рожайки. Удалена на 30 км от МКАД и 20 км от районного центра — Чехова. С севера к территории деревни примыкает усадьба Скобеево. Соседние населённые пункты — деревня Ивино и посёлок Мещерское.

## Исторические сведения
В 1635 году Захаркова пустыш Замыцкой волости Московского уезда была продана из земель Поместного приказа Прохору Федоровичу Данилову, от имени которого деревня получила свое современное название. Вотчинник поставил здесь свой двор и поселил крестьян.
В 1654 — переходит во владение к сыну Ивану Данилову.
С 1683 года вотчина Ивана Данилова становится собственностью его сестры Дарьи Прохоровны Даниловой, вдовы боярина Ивана Богдановича Милославского.
В 1687 года село во владении их сына стольника Сергея Ивановича Милославского (1656—12.9.1710).
В 1704 году в селе упоминались двор вотчинников и конюшенный с деловыми людьми и 22 крестьянских двора.
С 1752 года село переходит во владение фамилии князей Трубецких, при которых строится храм Спаса Нерукотворного Образа.

## Усадьба Трубецких
При князе Дмитрие Юрьевиче Трубецком оформляется усадебный комплекс, расположенный в ландшафтном липовом парке, в который помимо храма входит барский дом и другие постройки, как это видно на плане Генерального межевания 1770 года. Домашним учителем детей Трубецких, в частности сына Ивана Дмитриевича был литератор и историк М. П. Погодин, который сопровождал семью во время летнего отдыха в усадьбе Прохорово. На плане 1838 года имеется подробное изображение усадебы, состоящей из главного дома, двух флигилей и хозяйственными постройками с парковым комплексом, разделенным дорогой из Мещерского, с правой стороны от которой — скотный двор. В 1848 г. владелец берет заем в 13 420 рублей серебром под залог своего московского дома для проведения строительных работ в Прохорово, одновременно здесь же он строит новую Спасскую церковь. Каменщик Василий Степанович Кирюхин выполнил следующие работы: «поправка фундамента под 3-м флигелем, у людского флигеля за перекладку трех столбов у ворот и поправку ограды на господским дворе, за разные починки, и переделки в риге». Брат последнего Филат Степанович Кирюхин также выполнял кирпичную кладку, штукатурил Василий Степанович Полканов, столярную и плотницкую работу делали Парфен Комедианов и Иван Григорьевич Котов, все они были уроженцами Владимирской губернии. Работы с металлом выполнял кузнец мещанин из Москвы Федор Карпович Воронин. В отделке дома принимал участие крепостной художник Трубецких Федор Иванович Ковалев.
По приглашению князя его детей обучали и воспитывали иностранные гувернёры: француженки Августина Гиллиш, Каролина Мишель и англичанин Иван Васильевич Беллю, сопровождавшие семью в Прохорове.
После смерти князя Юрия Ивановича Трубецкого в 1850 году его вдова Тереза Фердинандовна просит об утверждении родового недвижимого имущества, среди которого «Спасское, Прохорово тож с деревнями Ивиной и Сидорихой, по 8 ревизии 233 души с пустошами Сапроновою и Угодью» за ней и опекунство над её малолетними детьми князем Иваном Юрьевичем и княжнами Софией и Анастасией. Совет Московской дворянской опеки в 1851 году описывает имение, находящееся в 7 верстах от Московского Тульского тракта, расположенного на реке Рожай. Среди построек упоминаются четыре господских флигеля, два флигеля для служащих людей, кухня с ледником, баня, конюшня, новый скотный двор, хлебный амбар и флигель для помещения управляющего.
С 1860 года поместье из 1885 десятин 1307 саженей переходит во владении гвардии полковнику князя И. Ю. Трубецкому.
В 1880-х годах усадьба управлялась из главной конторы вотчин князей Трубецких, управляющий получал жалование 600 рублей при полном содержании, действовала трехпольная система севооборота, были разбиты огороды, в оранжереях выращивались персики, сливы и цветы, работали по найму садовник и его помощник, масло из имения сбывалось в Москву.
В 1919 году поместье, где под усадьбой было 2 десятины земли, под парком — 16 десятин, под огородами — 4 десятины, под пашней — 50 десятин и 900 десятин леса с домом управляющего, домом для рабочих, семью одноэтажными деревянными дачами, конюшней, скотным двором, птичником, баней, амбаром, сараем, водокачкой, погребом, сенным сараем и кирпичным заводом национализируется и становится совхозом под управлением Московского губернского земельного отдела. Управляющим советского хозяйства «Прохорово» наздачается Иван Константинович Булышкин.
В 1925—1926 годах Подольский уездный земельный отдел ликвидировал совхоза «Прохорово» с целью использования угодий для техникума сельскохозяйственного машиноведения.
В последующие годы и до настоящего времени территория входит в состав совхоза Молодинский Чеховского района.